# Diego Gobbi
Diego Gobbi (* 8. Juni 1995 in São Paulo) ist ein brasilianischer Squashspieler.

## Karriere
Diego Gobbi spielt seit 2013 auf der PSA Squash Tour, auf der er bislang drei Titel gewann. Den ersten Titel gewann er in der Saison 2021/22 im Dezember in São Paulo. Knapp zwei Jahre darauf im November, in der Saison 2023/24, folgte der zweite Turniersieg in São Caetano do Sul. Im weiteren Saisonverlauf gelang ihm im Juli in São Paulo ein weiterer Titelgewinn. Seine höchste Platzierung in der Weltrangliste erreichte er mit Rang 89 am 23. September 2024.
Mit der brasilianischen Nationalmannschaft nahm er 2017 erstmals an den Panamerikameisterschaften teil. Bei den Panamerikanischen Spielen 2019 in Lima schied er im Einzel in der ersten Runde aus und belegte mit der Mannschaft Rang sechs. Drei Jahre darauf sicherte sich Gobbi bei den Südamerikaspielen in Asunción mit Pedro Mometto im Doppel die Bronzemedaille und in der Mannschaftskonkurrenz mit Mometto und Guilherme Melo die Silbermedaille.

## Erfolge
- Gewonnene PSA-Titel: 3
- Südamerikaspiele: 1 × Silber (Mannschaft 2022), 1 × Bronze (Doppel 2022)